# ساليم خليف
ساليم خليف (26 يناير 1994 بلوزان في سويسرا - ) هو لاعب كرة قدم سويسري في مركز الوسط. شارك مع منتخب سويسرا تحت 17 سنة لكرة القدم ومنتخب سويسرا تحت 19 سنة لكرة القدم ومنتخب سويسرا تحت 21 سنة لكرة القدم. أما مع النوادي، فقد لعب مع آينتراخت براونشفايغ ونادي لوزان وEintracht Braunschweig II ‏.

## روابط خارجية
- ساليم خليف على موقع قاعدة بيانات كرة القدم.إي يو (الإنجليزية)
- ساليم خليف على موقع بيانات كرة القدم. دي إي (الألمانية)
- ساليم خليف على موقع Soccerway.com (الإنجليزية)
- ساليم خليف على موقع عالم كرة القدم.نت (الإنجليزية)